# Don Genaro Flores
Don Genaro Flores è un personaggio ricorrente nei libri dello scrittore Carlos Castaneda, descritto come uno stregone nagual messicano, membro della cerchia sciamanica di don Juan Matus.

## Tratti salienti
Presentato come un amico di don Juan, il quale a sua volta è il maestro di Castaneda, don Genaro compare per la prima volta nel libro Una realtà separata. Viene descritto come un uomo sui sessant'anni, comunque più giovane dell'anziano don Juan, con carnagione scura e dall'aspetto minuto e snello. Il suo naso prominente, stagliandosi sul viso tondo e duro, ricordava allo scrittore un uccello predatore.
Di etnia yaqui, don Genaro sarebbe vissuto da bambino elemosinando monete da turisti di passaggio, finché crescendo fu introdotto ai segreti della magia tolteca, diventando uno stregone di grande talento e dalle conoscenze sconfinate.
Fra i tratti distintivi di don Genaro vi è il suo carattere allegro e giocoso, quasi infantile, oltre al possesso di abilità fisiche straordinarie, capaci di spingersi al di là di ogni spiegazione razionale. Durante il suo primo incontro con Castaneda, ad esempio, si esibì in una simulazione di nuoto sul terreno muovendosi magistralmente come se si trovasse realmente in acqua.
Don Genaro era esperto nel vedere, essendo dotato cioè di una sorta di chiaroveggenza, e avrebbe avuto al suo servizio due «alleati», ovvero due entità spirituali protettive secondo il gergo di Castaneda appreso da don Juan. Come quest'ultimo, aveva inoltre con sé tre discepoli, i "genaros" Pablito, Nestor e Benigno.

## Supposizioni
Alcuni indizi farebbero supporre che il personaggio di don Genaro sia in realtà uno pseudonimo dietro cui si celerebbe un individuo reale, ossia il mago Ramon Medina Silva.
Secondo l'antropologa Barbara Myerhoff, Castaneda avrebbe effettivamente incontrato Ramon Medina a Los Angeles nel 1971, dopo che lei stessa aveva avuto modo di assistere alcuni anni prima ad una sua acrobazia, molto simile a quella descritta da Castaneda in Una realtà separata e attribuita a don Genaro, che consisteva nel saltare sul ciglio di una cascata utilizzando i tentacoli invisibili della propria volontà emanati dalla pancia per tenersi in equilibrio.